# 동광중학교 (경기)
동광중학교(東廣中學校)는 대한민국 경기도 성남시 중원구 성남동에 있는 사립 중학교이다.

## 학교 연혁
- 1976년 6월 30일 : 성일여자중학교 설립인가(18학급)
- 1977년 3월 5일 : 제1회 입학식(6학급)
- 1978년 6월 1일 : 제1대 이승수 교장 취임
- 2007년 12월 12일 : 학교법인 동광학원 설립인가
- 2008년 2월 4일 : 초대 이원석 박사 이사장 취임
- 2010년 2월 17일 : 학칙변경으로 24학급, 특수학급1학급 편성
- 2011년 3월 1일 : 동광여자중학교로 교명 변경
- 2013년 3월 1일 : 동광중학교로 교명 변경
- 2015년 12월 6일 : 제2대 이성헌 이사장 취임
- 2024년 2월 6일 : 제45회 졸업식 (75명) 총 졸업생수 17,438명
- 2024년 3월 4일 : 10학급 편성(특수학급 1포함)
- 2024년 3월 4일 : 제48회 입학식 (65명)

## 참고 자료
- 동광중학교 - 한국교육학술정보원 학교알리미